# Lasse Pettersson
Lars Anders Pettersson (født 8. april 1935, død 30. marts 2019) var en svensk skuespiller. Han debuterede på scenen i 1958 og havde sin første filmrolle året efter.
Pettersson deltog i 1960'erne i adskillige turnerende teatergrupper, og i 1970'erne blev han tilknyttet Stockholms stadsteater, hvor han var en del af det faste ensemble i lidt over 30 år. I 1980'erne og frem til 2010'erne medvirkede han i en del film og tv-produktioner, hvoraf mange var skrevet af Lars Molin og Kay Pollak.

## Udvalgt filmografi
- Sinkadus (tv-serie, 1980)
- Höjdhoppar'n (1981)
- Distrikt 5 (tv-serie, 1983)
- Varuhuset (tv-serie, 1987)
- Tre kärlekar (tv-serie, 1989-1991)
- Kejseren af Portugalien (tv-serie, 1992)
- Roseanna (1993)
- Sommeren (1995)
- Skærgårdsdoktoren (tv-serie, 1997)
- Beck (tv-serie, 1997)
- Den sidste kontrakt (1998)
- Kvinden i det låste værelse (tv-serie, 1998)
- Pip-Larssons (tv-serie, 1998)
- Cleo (tv-serie, 2002)
- Fyren fra nabograven (2002)
- Kommissarie Winter (tv-serie, 2004)
- Som i himlen (2004)
- En god dag (kortfilm, 2005)
- Det næste skridt (2005)
- Livet i Fagervik (tv-serie, 2008)
- Mord i Skærgården (tv-serie, 2010)
- Miraklet i Viskan (2015)
- Således også på jorden (2015)
- Jordskott (tv-serie, 2017)